# Direttore dei servizi
Il direttore dei servizi (in inglese chief services officer, in sigla CSO), in una organizzazione aziendale, è un dirigente con responsabilità di progettazione e coordinamento dei servizi offerti dall'azienda, posto alle dirette dipendenze dell'amministratore delegato. Il CSO è solitamente responsabile dello sviluppo di processi e strumenti, sia internamente che esternamente, per produrre il massimo valore per tutti gli stakeholder con un uso intelligente ed efficiente delle risorse umane potenzialmente fluttuanti. 
In alcune organizzazioni, la stessa persona può detenere questo titolo insieme a quello di direttore operativo (COO) poiché dello stesso livello e con funzioni complementari. Spesso, il direttore dei servizi è previsto nell'organico di aziende fortemente focalizzate sul cliente, mentre il direttore operativo opera in aziende focalizzate sullo sviluppo del prodotto. Un CSO ha quasi sempre un forte background operativo, mentre un COO ha spesso un background nello sviluppo del business.